# 意大利大學列表
意大利大學列表，列出意大利各大學及學院，並依校名原文字母排序。
A
- 阿格里琴托米开朗基罗美术学院
- 阿德里亚音乐学院
- 阿韦里诺音乐学院
- 安科纳音乐学院
- 奥斯塔音乐学院
- 佛罗伦萨美院

B
- 贝尔加莫大学
- 巴里大学
- 巴里理工大学
- 巴里美术学院
- 巴里音乐学院
- 博洛尼亚大学
- 布雷西亚大学
- 比萨大学
- 比萨高等师范学校
- 巴西利卡塔大学
- 贝尔加莫卡拉拉美术学院
- 布雷西亚拉巴美术学院
- 布雷西亚桑塔朱利亚美术学院
- 博洛尼亚美术学院
- 莫内地中海自由大学
- 贝宁卡萨苏奥尔奥尔索拉大学学院
- 博科尼大学
- 巴勒莫美术学院
- 波札諾自由大學
- 波尔扎诺音乐学院
- 波坦察音乐学院
- 博洛尼亚音乐学院
- 贝加莫音乐学院
- 巴勒莫音乐学院
- 都灵理工大学
- 的里雅斯特高级国际学校
- 东皮埃蒙特大学
- 的里雅斯特大学
- 都灵大学
- 达芬奇网络大学
- 都灵美术学院
- 达尔福-博阿里奥特尔梅音乐学院
- 都灵音乐学院
- 的里雅斯特音乐学院
- 佛罗伦萨大学
- 福贾大学
- 费拉拉大学
- 佛罗伦萨美术学院
- 福贾美术学院
- 弗罗西诺内美术学院
- 佛罗伦萨工艺美术高等学院
- 法恩扎工艺美术高等学院
- 佛罗伦萨音乐学院
- 费尔莫音乐学院
- 福贾音乐学院
- 佛罗西诺内利齐尼奥
- 雷拂切音乐学院
- 费拉拉吉罗拉默
- 弗雷斯科巴尔迪音乐学院
- 聖心天主教大學
- 古列尔莫马尔可尼网络大学
- 国际社会科学自由大学
- 加尔达湖畔音乐学院
- 卡梅里诺大学
- 卡塔尼亚大学
- 卡坦扎罗大学
- 卡拉布里亚大学
- 卡西诺大学
- 卡利亚里大学
- 卡塔尼亚尼科美术学院
- 卡拉拉美术学院
- 卡塔尼亚美术学院
- 卡坦查若美术学院
- 卡罗卡塔内奥大学
- 科莫阿尔多加利美术学院
- 卡斯特尔弗兰科威尼托音乐学院
- 坎波巴索音乐学院  科森扎音乐学院
- 库内奥美术学院
- 库内奥音乐学院
- 科莫音乐学院
- 卡里亚里音乐学院
- 卡尔达尼塞塔音乐学院
- 卡尔皮音乐学院
- 卡塔尼亚音乐学院
- 羅馬大學 Sapienza University of Rome
- 罗马第二大学
- 罗马第三大学
- 罗马人体运动大学
- 罗马工艺美术高等学院
- 罗马圣玛利亚自由大学
- 罗马美术学院
- 罗马生物医学自由大学
- 罗马San Pio V自由大学
- 罗马音乐学院
- 罗维戈音乐学院
- 勒佐卡拉布里亚地中海大学
- 勒佐卡拉布里亚美术学院
- 勒佐卡拉布里亚音乐学院
- 莱切大学
- 莱切音乐学院
- 莱切美术学院
- 莱戈恩音乐学院
- 拉奎拉大學
- 拉奎拉美术学院
- 拉古萨地中海美术学院
- 拉庭罗音乐学院
- 拉文纳美术学院
- 拉文纳音乐学院
- 里米尼音乐学院
- 卢卡音乐学院
- 莫利泽大学
- 莫德纳和勒佐艾米利亚大学
- 马切拉塔大学
- 马尔凯理工大学
- 米兰比可卡大学
- 米兰大学
- 米兰理工大学
- 米兰新美术学院
- 米兰美术学院
- 米兰音乐学院
- 米兰语言和传播自由大学
- 梅西纳大学
- 马尔蒂诺戴雷丝卡雷阿巴蒂尔美术学院
- 马切拉塔美术学院
- 马特拉音乐学院
- 曼图亚音乐学院
- 墨西拿音乐学院
- 摩德纳音乐学院
- 那不勒斯第二大学
- 那不勒斯腓特烈二世大學
- 那不勒斯东方大学
- 那不勒斯帕斯诺普大学
- 那不勒斯美术学院
- 那不勒斯音乐学院
- 特里内塞音乐学院

- 佩鲁贾外国人大学
- 佩鲁贾大学
- 佩鲁贾彼埃特罗
- 凡努济美术学院
- 帕尔马大学
- 帕多瓦大學
- 帕多瓦音乐学院
- 帕尔马音乐学院
- 帕维亚大学
- 帕维亚音乐学院
- 帕格尼尼音乐学院
- 佩鲁贾音乐学院
- 佩斯卡拉音乐学院
- 皮亚琴察音乐学院
- 巴勒莫大学
- 切塞纳音乐学院
- 热那亚大学
- 热那亚尼格罗

S
- 萨尼奥大学
- 萨勒诺大学
- 萨勒诺音乐学院
- 萨萨里大学
- 萨萨里音乐学院
- 薩倫托大學
- 圣雷莫美术学院
- 圣拉斐尔生命健康大学
- 聖安娜高等研究學院
- 斯培西亚音乐学院
- 锡耶纳大学
- 锡耶纳音乐学院
- 锡耶纳外国人大学
- 西西里中部自由大学

T
- 图西亚大学
- 特伦托大学
- 特尔玛网络大学
- 特拉帕尼音乐学院
- 特兰托音乐学院
- 塔兰托音乐学院
- 特拉莫音乐学院
- 特尔尼音乐学院

V
- 威尼斯福斯卡里宮大學
- 威尼斯建筑大学
- 威尼斯美术学院
- 威尼斯音乐学院
- 维罗纳大学
- 维罗纳音乐学院
- 维洛纳美术学院
- 维泰博美术学院
- 维琴察音乐学院
- 维波瓦伦蒂亚音乐学院

U
- 乌尔比诺大学
- 乌尼内图诺国际网络大学
- 乌尔比诺美术学院
- 乌尔比诺工艺美术高等学院
- 乌迪内大学
- 乌迪内音乐学院
- 瓦伦蒂亚美术学院
- 英苏布里亚大学
- 亚历山德里亚音乐学院
- 自由美术学院
- 国际高等研究学校